# Венсан Касел
Венса̀н Касѐл (на френски: Vincent Cassel) е френски актьор, роден на 23 ноември 1966 г. в Париж. 

## Биография
Венсан е син на актьора Жан-Пиер Касел, а майка му е журналистка.

### Кариера
Дебютът му в киното е с филма „Ключовете от рая“ (Les clés du paradis, 1991) на режисьора Филип де Брока. Веднага след това става известен с ролята на Винц във филма на Матийо Касовиц – „Омраза“ (La haine, 1995). За тази роля Венсан Касел е номиниран за награда Сезар в две категори най-добър дебют в киното и най-добър актьор.
Започва да се снима в големи продукции през 2000 година с филмите „Братството на вълците“ на режисьора Кристоф Ган и „Пурпурните реки“, където отново работи с режисьора Матийо Касовиц. През 2004 г. се снима в „Бандата на Оушън 2“, а през 2007 г. в „Бандата на Оушън 3“. През 2008 г. Венсан Касел интерпретира легендарния гангстер Жак Месрин в двата биографични филма на режисьора Жан Франсоа Риши – „Месрин: Инстинкт за смърт“ (L'Instinct de mort) и Месрин: Обществен враг №1 (L'Ennemi public n°1). Тази роля му носи награда Сезар за най-добър актьор, а Жан Франсоа Риши също е удостоен с Сезар за режисура.

### Личен живот
През 1999 г. се жени за актрисата Моника Белучи. На 26 август 2013 г. двамата обявяват, че се разделят.

## Избрана филмография
- „Тримата мускетари: д'Артанян“ (2023)
- „Тримата мускетари: Милейди“ (2023)
- „Историята на историите“ („Tale of Tales“, 2015)
- „Дете 44“ (2015)
- „Красавицата и звярът“ (2014)
- „Транс“ (2013)
- „Опасен метод“ (2011)
- „Черният лебед“ (2010)
- „Месрин: Инстинкт за смърт“ (2008)
- „Месрин: Обществен враг №1“ (2008)
- „Източни обещания“ (2007)
- „Бандата на Оушън 3“ (2007)
- „Бандата на Оушън 2“ (2004)
- „Тайни агенти“ (2004)
- „Блубъри“ (2004)
- „Игра на морал“ (2004)
- „Необратимо“ (2002)
- „Шрек“ (2001)
- „Чети по устните ми“ (2001)
- „От Русия с любов“ (2001)
- „Братството на вълците“ (2001)
- „Пурпурните реки“ (2000)
- „Жана д'Арк“ (1999)
- „Компромис“ (1998)
- „Елизабет“ (1998)
- „Малки неудобства“ (1998)
- „Доберман“ (1997)
- „Апартаментът“ (1996)
- „Ученикът“ (1996)
- „Омраза“ (1995)